# 長野県労働金庫
長野県労働金庫（ながのけんろうどうきんこ、略称：長野ろうきん（ながのろうきん）、英語：Nagano-ken Labour Bank）は、長野県長野市に本店を置く労働金庫である。営業エリアは長野県のみで、全営業店が長野県内となっている。

## 概要
2007年（平成19年）5月21日より、インターネットバンキングによる定期預金口座専用支店として、長野県労働金庫インターネット長野支店が開業している。

## 関連会社
- 株式会社長野労金サービス